# Linda Bengtzing

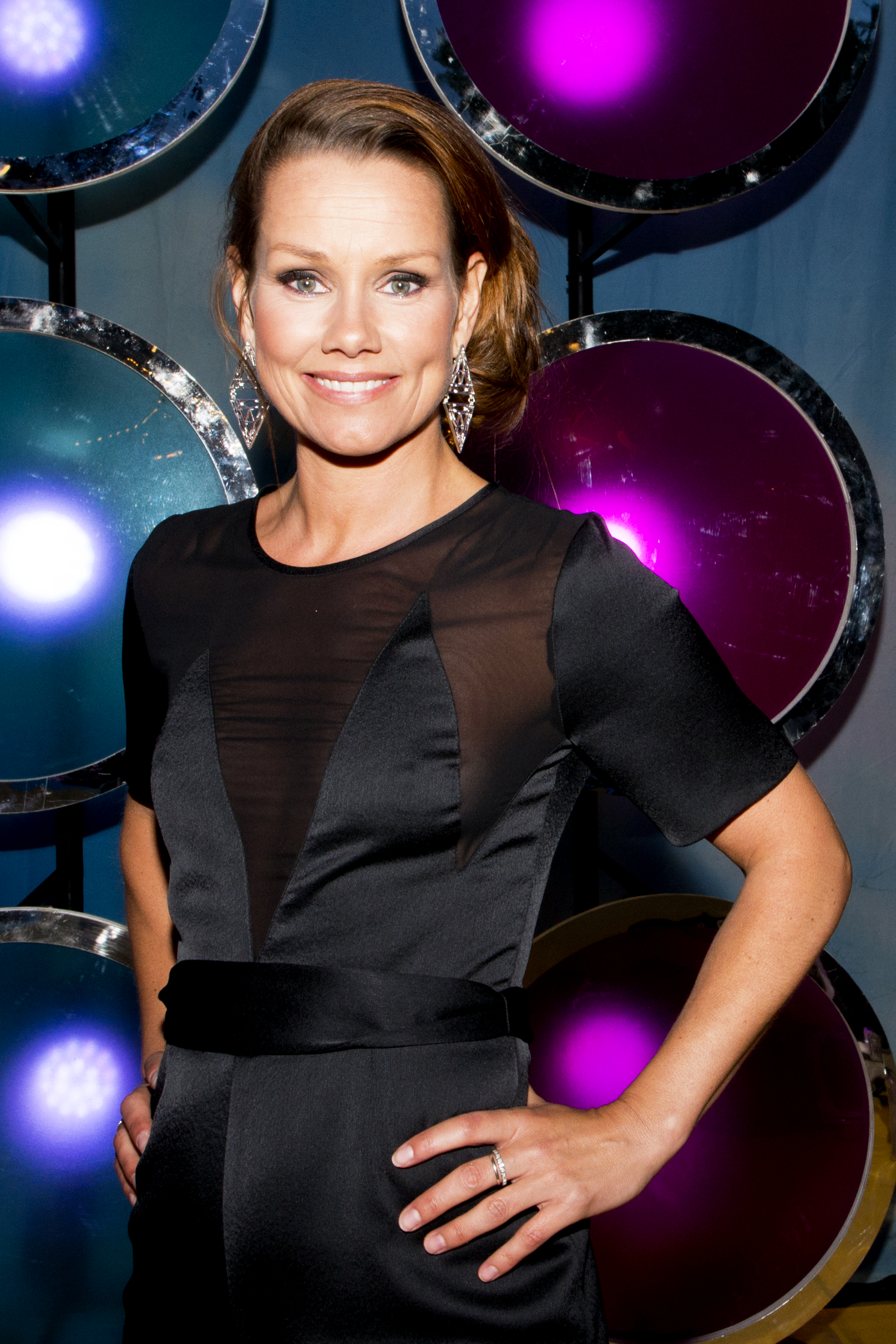
Bengtzing bei einem Live-Auftritt in Stockholm 2014

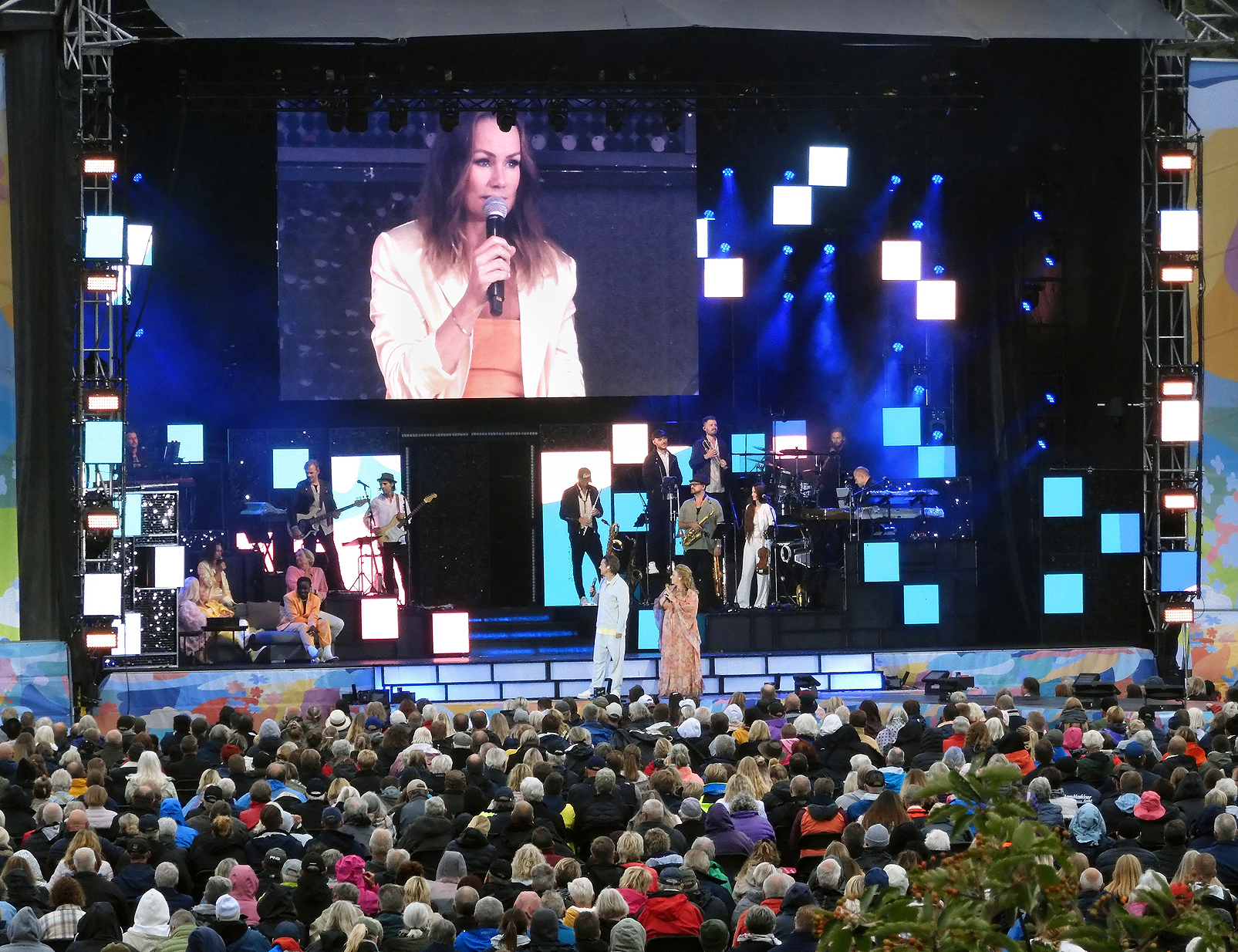
Linda Bengtzing bei der Show Diggiloo in Ystad, 28. August 2021

Linda Bengtzing (* 13. März 1974 in Gullspång) ist eine schwedische Popsängerin.

## Karriere

### Floor Filler und Fame Factory
Linda Bengtzing arbeitete am Anfang ihrer Popkarriere bei Wallman’s in Oslo und Göteborg. Ihren ersten Auftritt hatte sie in der TV4-Sendung Ordjakten, im Herbst 2005 moderierte sie die Tanz-Show Floor Filler bei TV3. Anfang 2005 nahm sie an der schwedischen Castingshow Fame Factory teil. Sängerin Sandra Oxenryd gewann die Show und vertrat Estland beim Eurovision Song Contest 2006. Bengtzing sang die Titel Natten har en hemlighet (deutsch: Die Nacht hat ein Geheimnis) und Steg för steg (deutsch: Schritt für Schritt), die nicht als Singles veröffentlicht wurden, aber auf den Longplayern der Show zu finden sind. Nach ihrem Ausscheiden bekam Bengtzing die Möglichkeit, am Melodifestivalen, dem schwedischen Vorentscheid zum Eurovision Song Contest, teilzunehmen.

### Teilnahmen am Melodifestivalen

#### 2005
Mit ihrem Song Alla flickor (deutsch: Alle Mädchen), der ursprünglich von Pernilla Wahlgren gesungen werden sollte und von Bengtzing neu eingesungen wurde, gelang ihr mit der Teilnahme in der am 12. Februar 2005 in Göteborg stattgefundenen ersten Vorrunde der Einzug in die Vorrunde Andra Chancen (deutsch: Zweite Chance). Dort sicherte sie sich die Teilnahme am Finale in Stockholm, wo sie am 12. März 2005 den 9. Platz erreichte. Dabei teilte sie sich diesen Platz mit dem Duo Nordman teilte und wurde damit zeitgleich Letzte. Ihre erste Single wurde ein großer Erfolg in Skandinavien, schaffte es bis auf Platz 8 der schwedischen Charts und hielt sich dort 19 Wochen.

#### 2006
Kurze Zeit nach dem Melodifestivalen 2005 standen die Teilnehmer für das Jahr 2006 bereits fest. Die Produzenten Ingela „Pling“ Forsman, Lars „Dille“ Diedricson und Martin Hedström schrieben für Linda Bengtzing das Lied Jag ljuger så bra (deutsch: Ich lüge so gut). Die erste Vorrunde fand am 18. Februar 2006 in Leksand statt, wobei Bengtzing als Fünfte am Abend auftrat. Der Song beinhaltete zwei Kostümwechsel und eine Choreografie mit zwei Sängern/Tänzern. Neben dem Sänger Andreas Johnson konnte sie sich direkt fürs Finale in Stockholm qualifizieren. Die Single wurde am 13. März 2006 in Skandinavien veröffentlicht.
Im großen Finale in Stockholms Globen war Linda Bengtzing 5. nach der Jury-Wertung und 6. in der Zuschauerwertung. Am Ende belegte Bengtzing den siebten Platz, eine Wertung, mit der sie selbst unzufrieden zu sein schien. Carola Häggkvist gewann das Melodifestivalen 2006 und vertrat Schweden im Mai desselben Jahres beim Eurovision Song Contest in Athen. Die Single Jag Ljuger Så Bra hatte es auf den zweiten Platz der schwedischen Charts geschafft, auch das Album Ingenting Att Förlora (deutsch: Nichts zu verlieren) verkaufte sich sehr gut.

#### 2008
Ihr diesjähriger Beitrag lautete auf den Namen Hur Svårt Kan Det Va? (deutsch: Wie schwer kann das sein?) und war, ähnlich wie bei ihren beiden vergangenen Teilnahmen, ein Uptempo-Pop-Song und wurde im Vorfeld als einer der Favoriten der vierten Vorrunde in Karlskrona am 1. März 2008 gehandelt. Der Song wurde von Johan Fransson, Tim Larsson und Tobias Lundgren extra für Bengtzings Festivalteilnahme geschrieben. Mit diesem Song gewann Bengtzing (zusammen mit Charlotte Perrelli) die Vorrunde. Im Finale am 15. März 2008 in Stockholm belegte sie den fünften Platz.

#### 2011

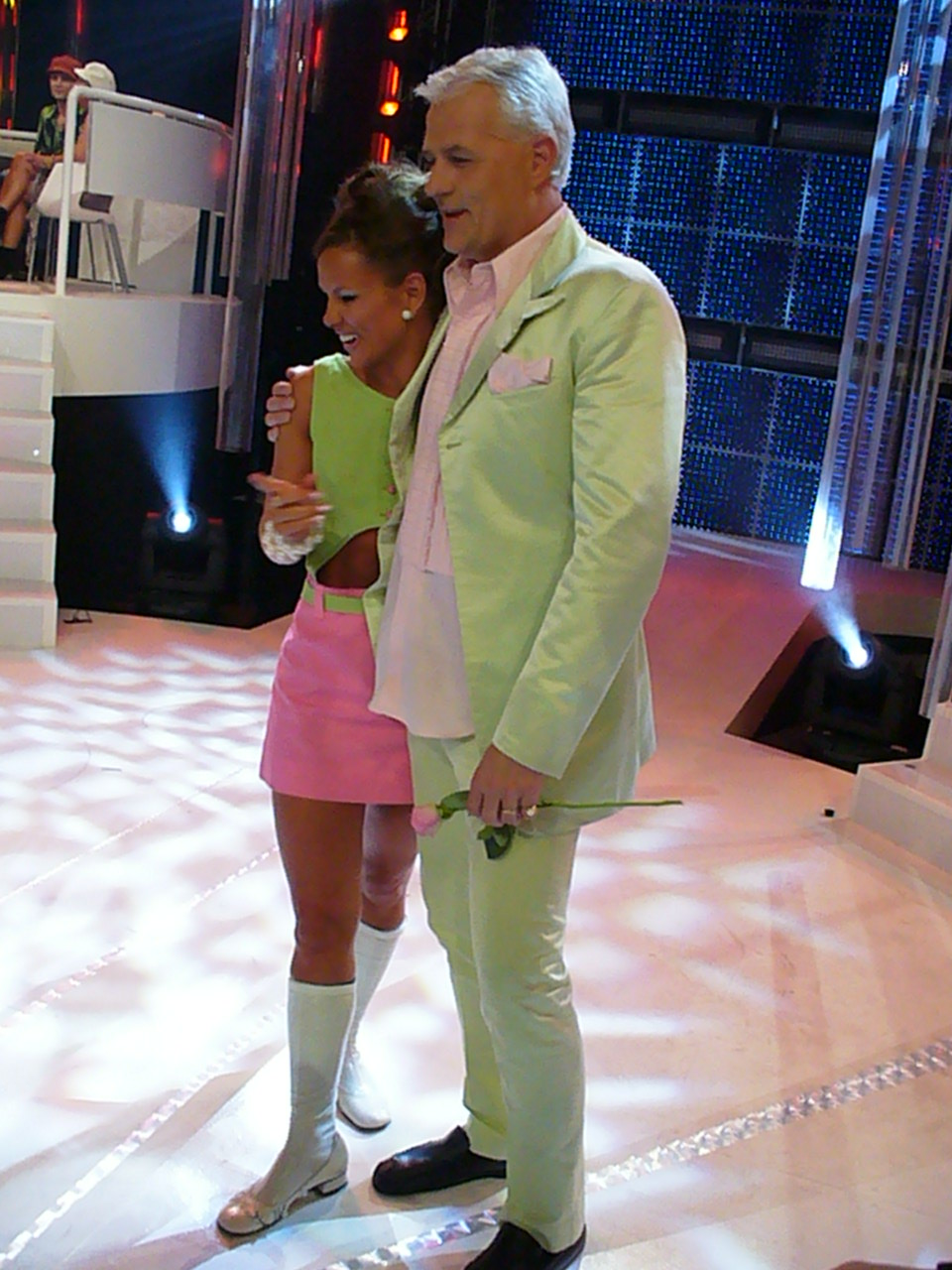
Bengtzing mit Duettpartner Glenn Hysén bei der schwedischen Fernsehsendung „Rampfeber“ 2006

Im Jahr 2011 hieß Bengtzings Beitrag E det fel på mig? (deutsch: Ist etwas falsch mit mir?). Mit dem von Pontus Assarsson, Thomas G:son, Jörgen Ringqvist und Daniel Barkman geschriebenen Beitrag konnte sie sich am 26. Februar 2011 in der in Malmö stattgefundenen vierten Vorrunde für das Finale in Stockholm qualifizieren, wo sie am 12. März 2011 den siebten Platz belegte.

#### 2014
Im Jahr 2014 nahm Bengtzing erneut am Melodifestivalen teil. Mit dem von Nicke Borg und Jojo Borg Larsson geschriebenen Titel Ta mig (deutsch: Nimm mich) nahm sie an der vierten Vorrunde, die am 22. Februar 2014 in Örnsköldsvik stattfand, teil. Erstmalig konnte sich Bengtzing nicht für das Finale qualifizieren und belegte in der Vorrunde den fünften Platz.

#### 2016
Nach ihrem Ausscheiden 2014 versuchte es Bengtzing nach einer einjährigen Pause beim Melodifestivalen 2016 erneut. Am 27. Februar 2016 trat sie mit dem Beitrag Killer Girl in der Gävle ausgetragenen vierten Vorrunde u. a. gegen den späteren Sieger Frans an. Erneut verpasste sie den Einzug ins Finale und belegte den siebten und damit letzten Platz der Vorrunde.

#### 2020
Mit einigen Jahren Unterbrechung versuchte Bengtzing 2020 ein weiteres Mal Schweden beim Eurovision Song Contest zu vertreten. Der mit Alla mina sorger (deutsch: Alle meine Sorgen) betitelte und von ihr mitgeschriebene Beitrag konnte sich nicht durchsetzen, wodurch sie ein weiteres Mal den Finaleinzug verpasste. In der am 8. Februar 2020 in Göteborg zweiten Vorrunde belegte sie den sechsten und damit vorletzten Platz.

#### 2022
Am 26. November 2021 wurde im Rahmen der Vorstellung der ersten 14 Teilnehmer bekannt, dass sie 2022 erneut am Melodifestivalen teilnehmen wird. Der von Thomas G:son, Myra Granberg, Daniel Jelldéus und ihr geschriebene Beitrag lautet Fyrfaldigt hurra! (deutsch: Vielfaches Hurra!). Dabei trat sie als 6. in der 3. Vorrunde an und belegte in der Wertung den fünften Platz. Damit zog sie erneut nicht ins Finale ein.

## Diskografie

### Alben
| Jahr | Titel                     | Höchstplatzierung, Gesamtwochen, AuszeichnungChartsChartplatzierungen (Jahr, Titel, Platzierungen, Wochen, Auszeichnungen, Anmerkungen) | Anmerkungen                         |
| Jahr | Titel                     | SE | Anmerkungen                         |
| ---- | ------------------------- | --- | ----------------------------------- |
| 2006 | Ingenting att förlora     | SE4 (19 Wo.)SE | Erstveröffentlichung: 13. März 2006 |
| 2008 | Vild & galen              | SE2 Gold · (19 Wo.)SE | Erstveröffentlichung: 19. März 2008 |
| 2011 | Min karusell - En samling | SE14 (9 Wo.)SE |                                     |

### Singles
| Jahr | Titel Album                             | Höchstplatzierung, Gesamtwochen, AuszeichnungChartsChartplatzierungen (Jahr, Titel, Album, Platzierungen, Wochen, Auszeichnungen, Anmerkungen) | Anmerkungen                              |
| Jahr | Titel Album                             | SE | Anmerkungen                              |
| ---- | --------------------------------------- | --- | ---------------------------------------- |
| 2005 | Alla flickor Ingenting att förlora      | SE8 (19 Wo.)SE | Erstveröffentlichung: 7. März 2005       |
| 2005 | Diamanter Ingenting att förlora         | SE35 (11 Wo.)SE | Erstveröffentlichung: 30. Juni 2005      |
| 2006 | Jag ljuger så bra Ingenting att förlora | SE2 Platin · (20 Wo.)SE | Erstveröffentlichung: 13. März 2006      |
| 2006 | Kan du se Ingenting att förlora         | SE7 (1 Wo.)SE |                                          |
| 2006 | I gult och blått –                      | SE48 (1 Wo.)SE | mit Hedman                               |
| 2007 | Värsta schlagern Vild & galen           | SE1 ×2Doppelplatin · (31 Wo.)SE | Erstveröffentlichung: 2007 mit Markoolio |
| 2008 | Hur svårt kan det va? Vild & galen      | SE3 Gold · (13 Wo.)SE | Erstveröffentlichung: 10. März 2008      |
| 2010 | Victorious –                            | SE15 (5 Wo.)SE | feat. Velvet                             |
| 2011 | E det fel på mej –                      | SE15 (4 Wo.)SE |                                          |
| 2016 | Killer Girl –                           | SE81 (2 Wo.)SE | Erstveröffentlichung: 11. März 2016      |
| 2022 | Fyrfaldigt hurra! –                     | SE70 (3 Wo.)SE | Erstveröffentlichung: 19. Februar 2022   |